# Ruth Winder
Ruth Joyce Winder (Keighley, 9 de julho de 1993) é uma ciclista profissional estadounidense nascida na Grã-Bretanha, que atualmente corre na Trek-Segafredo Women de categoria UCI WorldTeam Feminino. Winder competiu nos Jogos Pan-Americanos de 2015.

## Palmarés
2017
- Joe Martin Stage Race, mais 3 etapas
- 3.ª no Campeonato dos Estados Unidos em Estrada
- Tour Feminino-Grande Prêmio Suíça Bohemia, mais 2 etapas

2018
- 1 etapa do Giro d'Italia Feminino
- 2 etapas do Tour Cycliste Féminin International de l'Ardèche

2019
- 1 etapa da Setmana Ciclista Valenciana
- Campeonato dos Estados Unidos em Estrada
- 1 etapa do Lotto Belgium Tour

2020
- Santos Women's Tour, mais 1 etapa

## Equipas
- UnitedHealthcare (2014-2015 e 2017)
- Team Sunweb (2018)
- Trek-Segafredo Women (2019-)